# Perrette Dodée
Perrette Dodée, känd som La Dodée, född 1644, död i september 1679, var en fransk giftförsäljare. Hon var en av de åtalade i den berömda giftmordsaffären. 
Hon tillhörde Catherine Montvoisins nätverk av giftförsäljare i Paris. Hon arbetade tillsammans med Catherine Trianon. Sedan hon hade förgiftat sin make med hjälp av Trianon, levde de tillsammans "som man och hustru" i ett kärleksförhållande. Paret sålde amuletter och besvärjelser samt importerade gifter från herdar och munkar på landsbygden som de sålde i Paris. 
Paret greps 20 maj sedan de angetts av Voisin. Hon beskrivs som 35 år gammal och "mycket söt".
Dodée förhördes bara en enda gång och lyckades därefter begå självmord i fängelset genom att skära halsen av sig själv.